# Virginia Slims of Chicago 1973
Virginia Slims of Chicago 1973  — жіночий тенісний турнір, що проходив на закритих кортах з килимовим покриттям Lake Shore Racquet Club у Чикаго (США) в рамках Світової чемпіонської серії Вірджинії Слімс 1973. Турнір відбувся вдруге і тривав з 8 до 11 березня 1973 року. Перша сіяна Маргарет Корт здобула титул в одиночному розряді й заробила 6,5 тис. доларів. 

## Фінальна частина

### Одиночний розряд
Маргарет Корт —  Біллі Джин Кінг 6–2, 4–6, 6–4

### Парний розряд
Розмарі Казалс /  Біллі Джин Кінг —  Карен Крантцке /  Бетті Стов 6–4, 6–2

## Розподіл призових грошей
| Дисципліна       | П      | F      | 3-тє   | 4-те   | ЧФ     | 1/8  |
| Одиночний розряд | $6,500 | $3,500 | $1,950 | $1,650 | $1,000 | $550 |